# Olfert Fas Fischer
 For alternative betydninger, se Olfert Fischer (flertydig). (Se også artikler, som begynder med Olfert Fischer)
Olfert Fas (også Fasvier) Fischer (født 14. marts 1700 i København, død 7. december 1761 sammesteds) var en dansk søofficer og direktør i Asiatisk Kompagni. Han var far til den berømte danske søofficer Olfert Fischer.
Forældrene, fhv. hollandsk skipper, købmand i København Olfert Vaese og Alida Brunsman, var indvandrede fra Holland. Fischer blev ved Gyldenløves protektion tidlig kadet og gjorde som sådan 10 togter med den senere admiral Andreas Rosenpalm under Den Store Nordiske Krig, hvorefter han 1719 forfremmedes til sekondløjtnant og 1725 til premierløjtnant. Som yngre officer fór han jævnlig til søs; 1720-22 havde han permission for at føre et koffardiskib og var derefter jævnlig udkommanderet, således 1726 med den kombinerede dansk-engelske flåde til Reval. Han giftede sig tidligt (1720), men hustruen, Sidsel Marie Hassel (død 8. juli 1737) døde ikke mange år efter. 10. september 1738 ægtede han Anna Ackerman (datter af vinhandler Ackerman og Anna f. Beck, døbt 9. marts 1720, død 1763), med hvem han havde 10 døtre samt 3 sønner, der indtrådte i Marinens tjeneste, men hvoraf de 2 døde som unge, medens den 3. var den kendte Olfert Fischer. En anden søn, Friderich Gerhard Fischer, forsvandt 1783 i Atlanterhavet med orlogsskibet Indfødsretten. Af hans børn var de ni ved hans død uforsørgede. 1732 blev Fischer kaptajnløjtnant, året efter kaptajn, 1744 kommandørkaptajn, 1747 kommandør, 1755 schoutbynacht og 1758 viceadmiral. 1739-52 var han direktør i Asiatisk Kompagni.
Af større kommandoer kan nævnes, at Fischer 1723 var chef for orlogsskibet Havfruen i en eskadre, der dog ikke kom til at spille nogen rolle; 1743 førte han orlogsskibet Oldenborg i grev Ulrik Adolph Danneskiold-Samsøes flåde. 1758 var han chef for en eskadre på 6 linjeskibe og 2 fregatter; den udrustedes for at forhindre den svenske flåde fra at forene sig med russerne, men kom ikke i aktiv virksomhed. Fischer, der blev en del benyttet i kommissioner, således medlem 1749 af Takkeladskommissionen, 1751 af Defensionskommissionen og Kommissionen til revision af søkrigsartiklerne, indtrådte i Admiralitets- og Generalkommissariats-Kollegiet 1751, blev deputeret 1754 og blev endog en kort tid (1756) interimschef for Holmen, mens admiral Ulrik Frederik Suhm var suspenderet. 1758 var Fischer eskadrechef og udførte som sådan store troppetransporter fra Norge og Danmark til Egernførde. Han døde 7. december 1761 og begravedes på Reformert Kirkes kirkegård.
I 1745 fik han opført Marienborg, som blev testamenteret til den danske stat i 1962 efter landstedets sidste private ejer C.L. Davids død.